# KIGEN 輝きの覇者
『KIGEN 輝きの覇者』（キゲン かがやきのはしゃ）は、1991年12月12日にリバーヒルソフトから発売されたファンタジーロールプレイングゲーム。
本作のシナリオは冒険ゲームブック作家の君野和摩、キャラクターデザインおよび作画は『BURAI』と同じく荒木伸吾、姫野美智が担当した。

## 登場キャラクター

### メインキャラクター
カナン・ラル・アイトリアン5世
ソウラリア大陸・アイトリアン城の王子。
メネア・ラングレン

ショウホウ・カルモス

レカウス・シルバニアン

ラーニア・"ミスト"・フェミーナ

VR-38・"アイン"

### サブキャラクター
ファルツェ

ダイナモ

オルトワ

### ボスとモンスター
フレデリック

紋章の守り神

リュカーン

シャリ

ネロン

ヒス

ボルドム

ムラマサ

トーロム

モノウ

メトロムン

ザルバン

ゼロム

ゼッドム

ドドンク

闇国王イェデン

## スタッフ
- ゲームデザイン：日野晃博
- キャラクターデザイン・原画：荒木伸吾・姫野美智
- シナリオ：君野和摩
- サウンドコンポーザー：岩谷弘明